# Fruit Hill
Fruit Hill – jednostka osadnicza w Stanach Zjednoczonych, w stanie Ohio, w hrabstwie Hamilton.